# Iara Lacosta
Iara Lacosta Sánchez (Sangüesa,  8 de noviembre de 2001) es una jugadora profesional de futbol española. Recientemente fichada por Espanyol (femenino), por lo tanto se convierte en jugadora de primera división femenina 

## Trayectoria
Empezó su trayectoria en el club de su pueblo en el Club Deportivo Cantolagua donde jugaba en equipo masculino donde estuvo hasta 2013. Cambió luego de equipo y se fue a Club Deportivo Oberena donde permaneció de 2013-2016. Desde 2016 hasta la actualidad está en el Club Atlético Osasuna (femenino) donde pertenece a la Primera Federación Femenina (segunda división femenina) siendo una de las capitanes del equipo, un equipo que se ha quedado 2 veces a las puertas de subir a la primera división, 2024-2025 Espanyol (femenino). 

## Palmarés
- Campeona de liga y ascenso a Segunda División con el C.D Osasuna Fundación 2016-2017
- Campeona de liga y ascenso a Reto Iberdrola con C.D Osasuna Fundación 2018-2019
- Copa de Navarra con el C.D Osasuna Fundación 2019
- Ascenso a 1.ª RFEF con el CA Osasuna Fundación 2021-2022